# Biały Karbik
Biały Karbik (słow. Biely zárez) – drobna przełęcz w słowackiej części Tatr Wysokich, położona w grani głównej Tatr. Znajduje się w Koperszadzkiej Grani, północno-wschodniej grani Jagnięcego Szczytu. Oddziela niższy, północno-wschodni wierzchołek Jagnięcego Szczytu na południowym zachodzie od niewybitnego Białego Kopiniaka na północnym wschodzie. Powyżej Białego Karbika grań wchodzi w skalną piramidę szczytową masywu.
Stoki północno-zachodnie opadają z przełęczy do Jagnięcego Kotła w Dolinie Skoruszowej, południowo-wschodnie – do Doliny Białych Stawów.
Na Biały Karbik, podobnie jak na inne obiekty w Koperszadzkiej Grani, nie prowadzą żadne znakowane szlaki turystyczne. Najdogodniejsza droga dla taterników wiedzie na siodło z Doliny Białych Stawów znad Wielkiego Białego Stawu przez Wyżnią Białą Przełączkę i jest łatwa (0+ w skali UIAA). Dogodne są też inne drogi: granią i z Wyżniego Jagnięcego Przechodu w Jagnięcej Grani.
Pierwsze pewne wejścia:
- letnie – Samuel Weber i pasterz Michael Mlinárcsik z Rakus, 28 lipca 1890 r.,
- zimowe – Klara Hensch, Valentin Hajts i Gábor Seide, 15 lutego 1926 r.

Być może już wiele wcześniej granią przez Biały Karbik schodzili 9 sierpnia 1793 r. z Jagnięcego Szczytu Robert Townson i przewodnik Hans Gross.